# Artoria howquaensis
Artoria howquaensis là một loài nhện trong họ Lycosidae.
Loài này thuộc chi Artoria. Artoria howquaensis được Volker W. Framenau miêu tả năm 2002.